# Cut Nyak Dhien Airport
Cut Nyak Dhien Airport (indonesiska: Bandara Cut Nyak Dhien) är en flygplats i Indonesien. Den ligger i den västra delen av landet, 1 600 km nordväst om huvudstaden Jakarta. Cut Nyak Dhien Airport ligger 90 meter över havet.
Terrängen runt Cut Nyak Dhien Airport är mycket platt. Havet är nära Cut Nyak Dhien Airport åt sydväst. Runt Cut Nyak Dhien Airport är det ganska glesbefolkat, med 26 invånare per kvadratkilometer. Närmaste större samhälle är Meulaboh, 17,7 km nordväst om Cut Nyak Dhien Airport. I omgivningarna runt Cut Nyak Dhien Airport växer i huvudsak städsegrön lövskog.